# Edward Dusza
Vous pouvez aider à l'améliorer ou bien discuter des problèmes sur sa page de discussion.
- Il ne cite pas suffisamment ses sources. Vous pouvez indiquer les passages à sourcer avec {{référence nécessaire}} ou {{Référence souhaitée}}, et inclure les références utiles en les liant aux notes de bas de page. (Marqué depuis février 2024)
- Son texte doit être wikifié : il ne correspond pas à la mise en forme Wikipédia (style, typographie, liens internes, liens entre les wikis, etc.). (Marqué depuis janvier 2021)
- La traduction doit être revue. Le contenu est difficilement compréhensible à cause d’erreurs de traduction, peut-être dues à l’utilisation d’un logiciel de traduction automatique. (Marqué depuis janvier 2021)
- Il est orphelin : moins de trois articles lui sont liés. Aidez à ajouter des liens en plaçant le code [[Edward Dusza]] dans les articles relatifs au sujet. (Marqué depuis décembre 2020)

- Archive Wikiwix
- Bing
- Cairn
- DuckDuckGo
- E. Universalis
- Gallica
- Google
- G. Books
- G. News
- G. Scholar
- Persée
- Qwant
- (zh) Baidu
- (ru) Yandex
- (wd) trouver des œuvres sur Wikidata

Edward Dusza pseud. A. R. Poray, Marian Izdebnik (né le 7 septembre 1947 à Cracovie) – poète polonais en exil, prosateur, critique littéraire, journaliste, éditeur. Depuis 1969 migrant politique aux États-Unis. Nommé le dernier troubadour de l‘émigration polonaise.
En 1970 il publie ses premiers poèmes (La Vierge et La Mort du père) dans L’Hebdomadaire universel, ce qui fut aussi sa seule publication en Pologne.
En même temps, il fait ses débuts dans les Nouvelles, un hebdomadaire socioculturel de l'émigration polonaise publié en 1946-1981 à Londres. Il publie notamment plusieurs volumes de poésie: En suivant La Vierge (1969), De l’obscurité à la clarté (1978, 1983), La Couleur de la feuille de l’érable (1981), Le Vent de mon orage (1982, 1984), La Vierge avec le moulinet et autre poèmes (1987), Les Cendres (2005); ainsi que des essais littéraires: Le Chanteur du feu (1984) [traitant de K.K. Baczyński], Des gens et des livres (1985) [essais traitant des écrivains polonais en exil]. Ses poèmes et ses essais ont été traduits en Englais, Japonais, Français et Ukrainien. 
Non seulement écrivain, Edward Dusza s'engage dans des travaux d'édition. Il était rédacteur et l'editeur senior pluriannuel de L’étoile Polaire, la plus ancienne revue de l’émigration polonaise aux États-Unis. L’éditeur de principaux écrivains à l’étranger, entre autres de deux livres de Józef Mackiewicz (A l’ombre de la croix, Espérons) avec Adam M. Bak et d’une centaine de publications des auteurs différents en langues différentes (Polonais, Anglais, Allemand). Le fondateur de plusieurs maisons d’édition - (avec Adam M. Bąk) Contra Publishing/A. R. Poray Book Publishing (New York-Chicago) et Edward Dusza Publishing (Stevens Point), La Maison d’édition POINT/Point Publications (Stevens Point, Wisconsin), Libra Publishing (Stevens Point-Chicago). Il était aussi le collaborateur de la revue patriotique de Czesław Maliszewski intitulée: „Les lettres aux Polonais” détestée par le régime de Varsovie. Edward Dusza soutenait cette revue financièrement.  
Edward Dusza était le membre de International PEN-Club et de l’Association des Écrivains Polonais en Exil. Lauréat de plusieurs prix littéraires. Il a reçu deux fois La Croix du Mérite, d’Argent (1981) et d’Or (1990) attribuée par les Présidents de la République de Pologne en Exil (Londres) pour son activité culturelle et littéraire, son travail journalistique et en faveur de l’indépendance.
Il est un des témoins principaux de la vie de l’émigration polonaise patriotique et militaire qu’il décrit dans ses œuvres. Actif dans plusieurs initiatives de l’émigration agissant en faveur de  l’indépendance, entre autres Le Mouvement Socio-Politique POMOST et L’Association pour l’Espérance. Présent dans L’Institut de Józef Piłsudski et L’Institut polonais des arts et des sciences à New York, et à partir de 1969 dans Les Instituts polonais de sciences à Orchard Lake.
Dans les années 1980, il a organisé le soutien financier pour Józef Mackiewicz qui habitait à Munich. Après la mort de Mackiewicz, en 1985, Dusza s'engage pour reprendre ses droits d’auteur des mains de Nina Karsov-Szechter.
Il habite à Stevens Point, Wisconsin, aux États-Unis.

## Œuvres choisies

### Poèmes
- En suivant La Vierge (New York 1969, Stevens Point 2017)
- La Grotesque (New York 1971)
- Les Destins multiples (Rome 1972)
- Les Poèmes choisis (Londres 1972)
- De l’obscurité à la clarté (New York 1977, New York 1978, Londres 1983)
- Le Vent de mon orage (New York 1982, New York 1984, Stevens Point 2016)
- Les Poèmes choisis (Paris 1983, New York 1985, Chicago 1986)
- La Vierge avec le moulinet et autre poèmes (Chicago 1987, Winona 1987, Chicago 1988, Stevens Point 2016)
- Les Cendres (Toronto 2005)
- La Topographie du paysage mort (Chicago 2010)

### Prose
- La Couleur de la feuille de l’érable (Londres 1980)
- Cory, fils d’Eve (Chicago 1993)
- Jontek d’Archer (Chicago 1994, Stevens Point 2014)
- A Skoki (Chicago 1995)
- De Skoki à Sulejówek (Chicago 1995)
- Notes de Jackowo et ses alentours (Chicago 1995)

### Essais et études littéraires
- Poets of Warsaw Aflame (Madison 1977, Londres 1978) [De poètes de Varsovie]
- Ils sont partis avec la rose au cœur (Londres 1979) [De poètes de Varsovie]
- Le Peintre du paysage oublié (Londres 1981) [De la peinture de Wlastimil Hofman]
- Le Chanteur du feu (Londres 1984) [De K.K. Baczyński]
- Des gens et des livres (Stevens Point 1985) [essais traitant des écrivains émigrés]
- Des gens et des livres [deuxième édition, élargie] (Stevens Point 2016)

### Participation aux anthologies, aux revues et aux recueils
- La Biographie des prisonniers politiques des camps allemands d’Antoine Gładysz (Philadelphie 1974)
- Le Poète de Varsovie enflammé /aux/ Nouvelles (Londres 1976) N. 8 et 15 mars 1976
- Seven poems /à/ Polish Review (États-Unis), Winter-Spring 1976 N. (21) 1-2
- Le Menestrel de L’Incendie /à/  Letters to Poles (États-Unis), Angleterre, février 1977
- La littérature polonaise en exil 1945-1979 /à / Cahiers de L’Est Revue Trimestrielle 1979 nr 18/19 oprac. Zofia Bobowicz i Alicja Lisiecka
- La Terre et le mot, rédigé par Róża Nowotarska (New York 1979)
- The Painter of a Forgotten Landscape [De la peinture de Wlastimil Hofman] /à/  PolAmerica Winter 1980-1981, Annuaire 3 N. 4, p. 10-13
- Janta – l’homme et l’écrivain, rédigé par J.R.Krzyżanowski (Londres 1981)
- Le Temps Pluriel (Paris 1983 N. 1-2)
- 75 ans en service de la Pologne et Polonia (New York 1983) /75 Anniversaire de l’Étoile Polaire/
- Les Strophes de Jan Lechoń, rédigé par St. Kaszyński (Łódź 1985)
- L’Almanach de l’Étoile Polaire 1986 (Stevens Point 1986)
- La Canonisation du Frère Albert, rédigé par Stefan Misiniec (Kraków 1991)
- De Wacław Iwaniuk en direct /à/ Le Voyage à  l’intérieur de la mémoire. De Wacław Iwaniuk. Essais-Souvenirs-Poèmes (Toronto 2005)

### Travaux d’édition les plus importants
- Zbigniew Chałko Strophes de la Vieille Ville et autres poèmes (New York 1977)
- Józef Mackiewicz In the Shadow of the Cross [A l’ombre de la croix] (New York 1973)
- Józef Mackiewicz Espérons [édition polonaise et anglaise] (New York 1983)
- Leszek Zieliński Le Feu et la crainte (New York 1981)
- Leszek Zieliński La journée blessée (New York 1982)
- Leszek Zieliński Thunder (en anglais) (New York 1983)
- Maria Rodziewiczówna La Matrice (New York 1984)
- Maria Rodziewiczówna Florian dans la forêt (Chicago 1986)
- Roman Nir L’Éthnicité, la vie sociale et culturelle de la Polonia (Stevens Point 2016)
- Maria Rodziewiczówna Hrywda (Chicago 1990)
- Stefania Kornecka Mes souvenirs (Stevens Point 1993)

### Travaux d’édition – Almanachs de la Polonia
- L’Almanach de l’Étoile Polaire 1986 (Stevens Point 1986)
- L’Almanach de l’Étoile Polaire 1988 (Stevens Point 1987)
- L’Almanach de l’Étoile Polaire 1989 (Stevens Point 1988)
- L’Almanach de l’Étoile Polaire 1990 (Stevens Point 1989)
- L’Almanach de la Pologne 1991 (Stevens Point 1990)
- L’Almanach de la Pologne 1992 (Stevens Point 1991)
- L’Almanach de l’Étoile Polaire 1993 (Stevens Point 1992)
- L’Almanach de l’Étoile Polaire/ Almanach 1993 (Stevens Point 2012)
- L’Almanach du Journal de Chicago et de Relax 1996 (Chicago 1995)
- L’Almanach de la Pologne 2010 (Stevens Point 2009)
- L’Almanach de l’Émigré polonais 2011 (Delano 2010)
- L’Almanach de l’Étoile Polaire 2018 (Stevens Point 2017)

## Prix
- Deux fois La Croix du Mérite attribuée par les Présidents de la République de Pologne en Exil (Londres) pour son activité littéraire, son travail en faveur de l’indépendance
- 1981 : La Croix du Mérite d’Argent attribuée par le Président de la République de Pologne Edward Raczyński – pour l’activité sociale et culturelle
- 1990 : La Croix du Mérite d’Or – pour l’activité sociale et journalistique attribuée par le Président de la République de Pologne Ryszard Kaczorowski
- 1985 : La distinction de l’Association des Écrivains Polonais en Exil à Londres[1]
- Houston 1993 : Le Prix Littéraire d’Aleksander Janta pour l’année 1993
- Stevens Point 2008 : Le Prix Littéraire de 100ème Anniversaire de l’Étoile Polaire
- 2010 : La Médaille de Paderewski attribuée par l’Association des Anciens Combattants de l’Armée Polonaise en Amérique
- 2019 : Croix d'Officier Polonia Restituta attribuée par le président Andrzej Duda
- 2023 : Médaille du Mérite culturel polonais Gloria Artis attribuée par le président Andrzej Duda[2]

## Données bibliographiques
- Barbara Toporska Aucun homme n’est jamais mort d’une mort propre /à/ Le Journal de la Pologne, Londres, 1980 N. 294
- Edward L. Dusza – Modern Polish Writer, Poet and Romanticist /à/ PolAmerica Winter 1980-1981, Annuaire 3  N. 4, p. 8-10
- Jan Zieliński (Jan Kowalski) Le Lexicon de la littérature polonaise en exil  Édition  FIS, Lublin 1989, p. 39-40
- Waldemar Michalski De l’âme à Lublin /à/ Akcent 1991 N. 4, p. 154 – 156
- Waldemar Michalski De l’âme à Lublin /à/ Étoile Polaire 1992 N. 10, p. 7
- Le Petit dictionnaire des écrivains polonais en exil 1939-1980, Édition Interpress, Varsovie 1992, p. 82-83
- Piotr Kuncewicz L’Agonie et l’espérence, V. 1-3, Varsovie 1991-1994, Polska Oficyna Wydawnicza BGW
- Les Écrivains et les chercheurs de la littérature. Le dictionnaire bibliographique sous la rédaction de Jadwiga Czachowska et Alicja Szałagan, Varsovie 1994, volume 2 du dictionnaire C-F [données incomplètes]
- Jarosław Gołębiowski Les Polémiques et les répliques. La Polonia de Chicago ignore-t-elle la culture polonaise? [la conversation avec Edward Dusza] /à/ Le Journal du Syndicat, Chicago, 17-19 novembre 2006, p. 12
- Bożena Jankowska Les Cendres d’Edward Dusza /à/ Le Journal du Syndicat, Chicago, 2007, N. 69, p. 10
- Jacek Hilgier Edward Dusza – 40 ans de la créativité /à/ Étoile Polaire, Stevens Point,  2009 N. 15, p. 1, 14 et /à/ Le Journal du Syndicat, Chicago, 2009, N. 32